# FC Cesena
Der FC Cesena (Cesena Football Club) ist ein italienischer Fußballverein aus dem Cesena, Emilia-Romagna. Er sieht sich in der Tradition der 2018 aufgelösten AC Cesena.

## Geschichte
Der Klub gründete sich 1973 unter dem Namen Polisportiva Martorano und spielte zunächst nur im unterklassigen Amateurbereich. Zwischenzeitlich in ASD Romagna Centro umbenannt, stieg die Mannschaft 2013 erstmals aus der Eccellenza in die Serie D auf. Anfangs im Abstiegskampf, platzierte sie sich in den nächsten Jahren vornehmlich im mittleren Tabellenbereich. Im Sommer 2018 erhielt der Lokalkonkurrent AC Cesena keine Lizenz für die Serie B und meldete sich vom Spielbetrieb ab, um in der Serie D als neugegründeter Verein anzutreten. Dieses Vorhaben wurde jedoch verbandsseitig abgelehnt, da mit der ASD Romagna Centro bereits ein Verein aus Cesena in der Spielklasse antrat. Daraufhin wurde die ASD Romagna Centro von einem Teil der Eigentümer der AC Cesena übernommen, der Klub gliederte anschließend die Jugendabteilungen der AC Cesena ein und trat als RC Cesena an. Nach dem Aufstieg in die drittklassige Serie C wurde der Klub in FC Cesena umbenannt und übernahm die Vereinsfarben der AC Cesena, an dessen Vereinswappen auch das neue Logo angelehnt ist. Damit einhergehend verließ der Klub sein bisheriges Stadion Centro Sportivo Romagna Centro und trug fortan seine Heimspiele im Stadio Dino Manuzzi aus. Seit dem 20. Dezember 2021 gehört der Verein zu 60 Prozent der JRL Investment Partners LLC, einer Firma aus New York.